# ألبيرتين راندال
ألبيرتين راندال (بالإنجليزية: Albertine Randall) هي رسامة كارتون ورسامة توضيحية أمريكية، ولدت في 27 مايو 1863 في سان فرانسيسكو في الولايات المتحدة، وتوفيت في 7 يناير 1954 في كونيتيكت في الولايات المتحدة.